# Liza! Liza!
Liza! Liza! è il primo album discografico dell'artista Liza Minnelli, pubblicato nel 1964 dalla Capitol Records e contenente le reinterpretazioni di 12 "pop standards".

## Tracce
Side 1
1. It's Just a Matter of Time (Richard Everitt, Laurence Stith)
2. If I Were in Your Shoes (John Kander, Freb Ebb)
3. Meantime (Stillman, Allen)
4. Try to Remember (Harvey Schmidt, Tom Jones)
5. I'm All I've Got (Schafer, Graham)
6. Maybe Soon (Everitt, Stith)

Side 2
1. Maybe This Time (Kander, Ebb)
2. Don't Ever Leave Me (Jerome Kern, Oscar Hammerstein II)
3. The Travelin' Life (Liebling, Marvin Hamlisch)
4. Together (Wherever We Go) (Stephen Sondheim, Jule Styne)
5. Blue Moon (Richard Rodgers, Lorenz Hart)
6. I Knew Him When (Harold Arlen, Harburg, Gershwin)